# Lotus 16
Lotus 16 é um carro de corrida projetado por Colin Chapman, para ser usado pela equipe Lotus de Fórmula 1.